# CFZ do Rio
CFZ do Rio is een Braziliaanse voetbalclub uit Rio de Janeiro. De club werd door ex-voetballer Zico opgericht op 12 juli 1996.

## Geschiedenis
De club werd opgericht als Rio de Janeiro FC en wijzigde later de naam in CFZ do Rio. Het doel van Zico was om ruimte te geven aan jeugdspelers. In 1997 ging de club in de derde klasse van het staatskampioenschap spelen en werd daar meteen kampioen. 